# Кубок Імператора Японії з футболу 2025
Кубок Імператора Японії з футболу 2025 — 105-й розіграш кубкового футбольного турніру в Японії. Титул володаря кубка захищає Віссел Кобе.

## Календар
| Раунд        | Дата              | Матчі | Клуби   |
| ------------ | ----------------- | ----- | ------- |
| Перший раунд | 24–25 травня 2025 | 27    | 90 → 63 |
| 1/32 фіналу  | 11–18 червня 2025 | 32    | 63 → 31 |
| 1/16 фіналу  | 16 липня 2025     | 15    | 31 → 16 |
| 1/8 фіналу   | 6 серпня 2025     | 8     | 16 → 8  |
| 1/4 фіналу   | 27 серпня 2025    | 4     | 8 → 4   |
| 1/2 фіналу   | 16 листопада 2025 | 2     | 4 → 2   |
| Фінал        | 22 листопада 2025 | 1     | 2 → 1   |

## 1/16 фіналу
| Команда 1           | Рахунок      | Команда 2              |
| ------------------- | ------------ | ---------------------- |
| 16 липня 2025       |              |                        |
| Віссел Кобе         | 2:1 дч       | Ванфоре Кофу (2)       |
| Альбірекс Ніїґата   | 1:2          | Університет Тойо (УЛ)  |
| Кавасакі Фронтале   | 0:0 пен. 1:3 | Сагаміхара (3)         |
| Рейнмеер Аоморі (4) | 1:2          | Блаубліц Акіта (2)     |
| Ґамба Осака         | 4:4 пен. 3:4 | Монтедіо Ямаґата (2)   |
| Касіма Антлерс      | 2:1          | В-Варен Нагасакі (2)   |
| Авіспа Фукуока      | 0:0 пен. 4:2 | Джираванц Кітакюсю (3) |
| Санфречче Хіросіма  | 5:2          | Фудзіеда МІФК (2)      |
| Сьонан Бельмаре     | 0:1          | Сімідзу С-Палс         |
| Токіо               | 2:0          | Ойта Трініта (2)       |
| Сересо Осака        | 2:0          | Токусіма Вортіс (2)    |
| Матіда Зельвія      | 2:1          | Каталле Тояма (2)      |
| Кіото Санґа         | 3:3 пен. 4:3 | Йокогама Ф. Марінос    |
| Токіо Верді         | 1:0          | Саґан Тосу (2)         |
| Наґоя Ґрампус       | 2:1          | Роассо Кумамото (2)    |

## 1/8 фіналу
| Команда 1            | Рахунок | Команда 2             |
| -------------------- | ------- | --------------------- |
| 6 серпня 2025        |         |                       |
| Віссел Кобе          | :       | Університет Тойо (УЛ) |
| Сагаміхара (3)       | :       | Блаубліц Акіта (2)    |
| Монтедіо Ямаґата (2) | :       | Урава Ред Даймондс    |
| Касіма Антлерс       | :       | Авіспа Фукуока        |
| Санфречче Хіросіма   | :       | Сімідзу С-Палс        |
| Токіо                | :       | Сересо Осака          |
| Матіда Зельвія       | :       | Кіото Санґа           |
| Токіо Верді          | :       | Наґоя Ґрампус         |